# Еза (приток Колокши)
Еза — река в России, протекает в Собинском районе Владимирской области. Длина реки составляет 10 км.
Берёт начало в районе деревни Корнилково, где на реке образован пруд. Течёт на юго-восток, затем на северо-восток. Устье реки находится в 56 км по правому берегу реки Колокша.

## Данные водного реестра
По данным государственного водного реестра России относится к Окскому бассейновому округу, водохозяйственный участок реки — Клязьма от города Орехово-Зуево до города Владимир, речной подбассейн реки — бассейны притоков Оки от Мокши до впадения в Волгу. Речной бассейн реки — Ока.
Код объекта в государственном водном реестре — 09010300712110000032181.